# Michael Pedicin

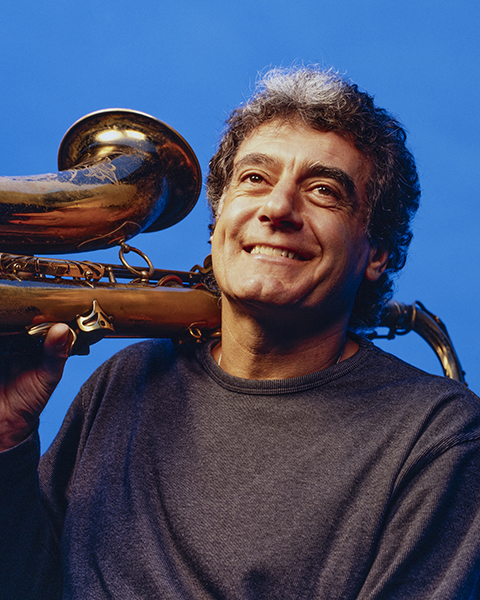
Michael Pedicin in 1996

Michael Pedicin jr. (Bryn Mawr, 29 juli 1947) is een Amerikaanse jazz-saxofonist (tenorsaxofoon, altsaxofoon en sopraansaxofoon) en fluitist. Hij speelt hedendaagse jazz, postbop en fusion.

## Levensloop
Pedicin, de zoon van saxofonist en bandleider Mike Pedicin (bekend van zijn vroege rock-'n-roll-hit "Shake a Hand"), groeide op in Philadelphia. Hij begon op zijn achtste te spelen en toen hij vijftien was, sloot hij zich voor het eerst bij een groep aan. Hij kreeg les van Buddy Savitt (ex-Woody Herman) en (theorieles) van Dennis Sandole en studeerde compositie aan de University of Arts in Philadelphia. Als jazzsaxofonist is hij sterk beïnvloed door John Coltrane.
Vanaf het begin van de jaren zeventig was Pedicin actief als sessiemuzikant die meespeelde op honderden opnamen in de Sigma Sound-studio's van Philadelphia International Records, het Philly-soul-label van Gamble en Huff. Hij speelde mee op platen van onder andere Lou Rawls, The O'Jays,  The Spinners en MSFB Orchestra en toerde met dergelijke artiesten. Op dit label kwamen ook enkele funk/soulsingles van hem uit. Daarnaast speelde hij jazz in lokale clubs. Na enige tijd getoerd te hebben als saxofonist bij Maynard Ferguson, richtte hij zich opnieuw op sessiewerk. In 1980 kwam hij met een eerste album als leider. Dat decennium speelde hij veel in hotels en casino's in Atlantic City en begeleidde daar onder meer Frank Sinatra en Tony Bennett. Tevens gaf hij les aan Temple University (hij was er hoofd 'Jazz Stduies') en speelde hij twee jaar met Dave Brubeck. Hij begon een talentenburo en een managementburo voor artiesten. In de jaren negentig studeerde hij 'Cognitive and Creative Arts Psychology', waarin hij ook een Ph.d behaalde. Hij toerde met Pat Martino (in de jaren 2003-2006) en begon na een afwezigheid van meer dan tien jaar dankzij aansporingen van gitarist Johnnie Valentino weer albums op te nemen. Sinds 2008 is hij professor 'Muziek' en coördinator 'Jazz Studies' aan Richard Stockton College of New Jersey.

## Discografie

### Singles
- Song For Cherry/You, PIR, 1979

### Albums
- Michael Pedicin, Jr., Philadelphia International Records, 1980
- City Song, Optimism Records, 1984
- Angles, Optimism Records, 1988
- You Don't Know What Love Is, FEA, 1990/1
- Because of Love, FEA, 1996
- Downtown Found, GroundBlue Records, 2004
- Extraordinary Love
- Everything Starts Now, Jazz Hut, 2007
- The Brubeck Project, Jazz Hut
- Ballads...Searching For Peace
- Live @ the Loft, 2012
- Why Stop Now...Ubuntu , 2013

- International Standard Name Identifier: 0000 0000 5547 8360
- Library of Congress Control Number: n92015403
- MusicBrainz: 551b9ce9-f172-4157-8bf4-2c232c004286
- Virtual International Authority File: 222149196666074792888